# Kitty Kielland
Kitty Lange Kielland (født Christiane, 8. oktober 1843 i Stavanger, død 1. oktober 1914 i Oslo) var en norsk maler, specielt kendt for landskabsmalerier fra området Jæren i Rogaland.
Kitty Kielland regnes som den første store norske kvindelige landskabsmaler. Hendes tidligste billeder er holdt i en realistisk stil, mens hun senere var med til at bidrage til udviklingen af nyromantikken i Norge. Kielland er repræsenteret på en række norske museer, herunder især Stavanger kunstmuseum og Nasjonalgalleriet i Oslo.
I 1884 var Kielland en af grundlæggerne af Norsk Kvinnesaksforening. Hun deltog aktivt i samtidens debatter om kvindesag og om kunst. Hun havde især et nært forhold til hendes yngre bror, forfatteren Alexander Kielland.

## Opvækst, liv og virke
Kielland er født og opvokset i Stavanger, som ligger i det sydvestlige Norge. Hendes familie var en af de mest velhavende og betydningsfulde familier i Stavanger. Kielland var jævnligt syg hjemme under opvæksten, og begyndte at tegne og male i sin kunstinteresserede fars atelier allerede som barn, da hun i en periode sad i kørestol efter et sygdomsforløb. Som 18-årig mistede Kielland sin mor i barselsseng, og et år senere giftede hende far sig igen.
Kielland modtog undervisning hjemme i tegning og maling af den danske maler og tegnelærer Fanny Zeuthen, en bekendt af familien. Der var dog ikke tale om målrettet kunstnerisk uddannelse, men derimod blot om en passende fritidsbeskæftigelse for en ung kvinde fra det bedre borgerskab, som kunne passes ind i hendes øvrige hjemmeundervisning, da piger ikke kom i skole på den tid. Hun ville gerne være professionel landskabsmaler, men hendes far modsatte sig, fordi han frygtede, at hun ville fejle som kunstner.
Først som 30-årig i 1872 kunne Kielland begynde på sin kunstneriske uddannelse, på opfordring af professor ved kunstakademiet i Oslo Hans Gude , og fik faderens samtykke til at rejse ud for at uddanne sig til kunstmaler. Hun flyttede til Karlsruhe for at blive elev hos den norsk-tyske kunstner Hans Fredrik Gude. Hun var blandt de første kvinder, som fik adgang til kunstskolen i Karlsruhe. Her tegnede hun også efter gipsfigurer hos den tyske kunstner Paul Borgmann.
I 1875-78 boede hun i München, hvor hun modtog vejledning af kunstneren Herman Baisch, der var inspireret af den franske realisme og Eilif Peterssen. Særlig Peterssen fik stor betydning for hendes videre virke.
I nytåret 1879 flyttede hun til Paris. hvor hun om foråret debuterede med to værker fra Jæren, bl.a. Fra Ogna. I denne periode malede hun en del interiørbilleder i sit atelier på Rue de l’Université 19, hvor hun også boede sammen med kunstmaleren Harriet Backer. Backer ses også på flere af malerierne, f.eks. Parisinterieur  (1881) og Fra atelieret (1883). Kielland bidrog desuden med værker til Verdensudstillingen (Expositions Universelles) i Paris i hhv. 1889 med fire værker og 1900 med tre værker. Hun udstillede også værker hos La société des Artistes Francais og hos l’Union des Femmes Peintres et Sculpteurs.
I hele perioden rejste hun frem og tilbage til Norge og tilbragte somrene i sin hjemegn. Her fik hun inspiration til sit videre arbejde. Hun tilbragte også en sommer i Bretagne i 1881 sammen med Harriet Backer og den franske landskabsmaler Leon Germain Pelouse.
I 1889 flyttede hun tilbage til Norge, hvor hun bosatte sig i Oslo og virkede som aktiv kunstner frem til ca. 1910, hvor nerveproblemer vanskeliggjorde arbejdet. Hun døde i 1914 - 71 år gammel. Hun testamenterede et større beløb til indkøb af kunstværker til Det Norske Nationalgalleri i Oslo. Kielland blev aldrig gift og fik ingen børn. Hun boede og arbejdede det meste af sit voksne liv sammen med Harriet Bacher. De to udfordrede samfundets kønsnormer ved at skabe en tilværelse sammen uden mænd.

## Arbejde for kvindesagen
Kitty Kielland var med til at stifte Norsk Kvinnesaksforening (NKF) i 1884. Hun var medlem af hovedbestyrelsen 1892–1894.
I 1885 tog hun til genmæle mod teologerne J.C. Heuch og Michael Johan Færden, som mente at kvindefrigørelsen var til skade for samfundet og decideret imod kristendommen. Hun fik sit indlæg bragt i Luthersk Ugeskrift. Det var højst usædvanligt for en kvinde, at debattere offentligt mod mænd i slutningen af 1800-tallet. I et brev til Thomasine og Jonas Lie, som opholdt sig i Paris, skrev Kielland at hun var forskrækket over at indlægget blev bragt – og hun følte sig meget modig.
Efter Kiellands de batindlæg blev hun udsat for latterliggørelse og hån. Hun blev ofte omtalt som maskulin og grim. Hendes udseende blev sammenlignet med Christian IV. Næppe ment som et kompliment. Også hendes værker blev betegnet som «mandig». I en trebinds oversigt over norsk billedkunst som kom ud i perioden 1904–1907 skrev kunsthistorikeren Jens Thiis følgende omtale «Hendes kunst er alt andet enn dameaktig, ja med det faste, lidt tunge håndlag i udførelsen lar den dårlig ane en kvindelig kunstner. Mest kvinde er hun i sine blomsterbilleder».

## Motiver og værker
Kielland var meget optaget af landskabsmaleriet. Særligt motiver af kampesten som hovedmotiv går igen i mange af hendes værker.
1877: Fra Jæren, var Kiellands gennembrudsværk.
1878: Gråvejrsdag i Bjerkreim. Angiveligt bygget på studier fra 1876. I dette værk var hun inspireret både af Gude og Peterssen.
1886: Sommernatt, Fra Dælivatnet i Bærum

## Væsentlige teknikker
Kielland malede i høj grad sine motiver udenfor, i plein-air. Hun bliver fremhævet som særlig innovativ udøver af denne genre blandt nordiske, kvindelige kunstnere, sammen med sine to svenske  kunstnerkollegaer Julia Beck og Fanny Churberg.